# Антоневич, Михаил Моисеевич
Михаи́л Моисе́евич Антоне́вич (5 (18) ноября 1912, Гончаровка, Сенненский уезд, Могилёвская губерния, Российская империя — 6 июля 2003, Москва, Россия) — советский футболист (защитник) и тренер. Заслуженный мастер спорта СССР (1950). Заслуженный тренер РСФСР. Сыграл в фильме «Спортивная честь».

## Карьера

### Игрок
Воспитанник команды «Заря Коммуны» из Московской области. В 1934 году был в составе команды «Мытищинский завод», а с 1935 в составе ГЦОЛИФК из Москвы, после чего, в 1936 году, некоторое время находился в московском «Спартаке», где, однако, ни разу не сыграл.
Затем выступал за московский «Сталинец» с 1937 по 1939 год, провёл 32 матча, забил 2 гола. В 1940 году пополнил ряды московского «Динамо», но ни разу за него в итоге не сыграл.
В 1941 году перешёл в минское «Динамо», сыграл 3 матча, однако из-за войны вынужден был приостановить выступления. В 1944 году продолжил карьеру, и до 1946 года играл за минчан, проведя за это время 39 встреч.
В период с 1945 по 1946 год участвовал в товарищеских матчах с болгарскими командами в качестве приглашённого игрока в составе московского «Торпедо» и сталинградского «Трактора». По итогам поездки было присвоено звание мастера спорта СССР в феврале 1946 года.
Затем с 1947 по 1951 год выступал в составе московского «Локомотива», был его капитаном, провёл 114 матчей в чемпионате, в которых забил 1 гол, и 6 встреч в Кубке СССР.
Всего в чемпионатах СССР провёл 141 матч, в которых забил 2 мяча.
Был тактически грамотным игроком, отлично действовал в персональной опеке.

### Тренер
После завершения карьеры игрока, работал в тренерском штабе «Локомотива» с 1952 по 1954 год.
С 1957 по 1959 возглавлял грозненский «Нефтяник» (затем «Терек»). 1960 год начал в качестве главного тренера клуба «Трудовые резервы» (Луганск), однако уже летом ушёл в «Спартак» (Станислав).
С 1961 по 1963 возглавлял владимирский «Трактор». В 1964 году руководил «Кубанью», однако недолго, и уже в мае того же года возглавил «Спартак» (Орджоникидзе). В 1965 году снова вернулся в «Трактор».
В 1966 году возглавил «Прогресс» (Каменск-Шахтинский), затем с 1967 по 1970 год был главным тренером в команде «Химик» (Новомосковск). С 1971 по 1973 год руководил пензенским клубом «Химмашевец» (позднее «Сура»), а с 1975 по 1976 возглавлял тамбовский «Спартак».
Сын Николай также футболист.